# Viola pallascaensis
Viola pallascaensis W.Becker – gatunek roślin z rodziny fiołkowatych (Violaceae). Występuje naturalnie w Peru. 

## Morfologia
PokrójBylina tworząca kłącza.
LiścieBlaszka liściowa ma podługowaty kształt. Mierzy 7–9 mm długości oraz 2–3 mm szerokości, jest karbowana na brzegu, ma sercowatą nasadę i tępy wierzchołek. Ogonek liściowy jest nagi i ma 6–8 mm długości. Przylistki są owalnie lancetowate.

## Biologia i ekologia
Rośnie na terenach skalistych, na wysokości około 3800 m n.p.m.